# Daïras de la wilaya de Skikda
La wilaya de Skikda compte 13 daïras.

## Daïras de la wilaya de Skikda
Daïras de la wilaya de Skikda : 
1. Azzaba
2. Aïn Kechra
3. Ben Azzouz
4. Collo
5. El Hadaiek
6. El Harrouch
7. Ouled Attia
8. Oum Toub
9. Ramdane Djamel
10. Sidi Mezghiche
11. Skikda
12. Tamalous
13. Zitouna

Le tableau suivant donne la liste des daïras de la wilaya de Skikda, en précisant pour chaque daïra : le nombre de communes, sa population, sa superficie et les communes qui la composent.
| Daïra          | Nombre de communes | Population | Superficie km2 | Communes                                                           |
| -------------- | ------------------ | ---------- | -------------- | ------------------------------------------------------------------ |
| Aïn Kechra     | 2                  | +026 093,  | +0213,21       | Aïn Kechra, Ouldja Boulballout                                     |
| Azzaba         | 5                  | +092 339,  | +0805,34       | Aïn Charchar, Azzaba, Djendel Saadi Mohamed, El Ghedir, Es Sebt    |
| Ben Azzouz     | 3                  | +045 139,  | +0504,19       | Ben Azzouz, Bekkouche Lakhdar, El Marsa                            |
| Collo          | 3                  | +063 071,  | +0228,28       | Beni Zid, Cheraia, Collo                                           |
| El Hadaiek     | 3                  | +023 605,  | +0271,75       | Aïn Zouit, Bouchtata, El Hadaiek                                   |
| El Harrouch    | 5                  | +104 835,  | +0572,4        | El Harrouch, Emdjez Edchich, Ouled Hbaba, Salah Bouchaour, Zerdaza |
| Ouled Attia    | 3                  | +021 580,  | +0239,04       | Kheneg Mayoum, Oued Zehour, Ouled Attia                            |
| Oum Toub       | 1                  | +031 089,  | +0179,38       | Oum Toub                                                           |
| Ramdane Djamel | 2                  | +032 120,  | +0158,99       | Beni Bechir, Ramdane Djamel                                        |
| Sidi Mezghiche | 3                  | +050 615,  | +0332,23       | Aïn Bouziane, Beni Oulbane, Sidi Mezghiche                         |
| Skikda         | 3                  | +199 921,  | +0162,33       | Filfila, Hamadi Krouma, Skikda                                     |
| Tamalous       | 3                  | +080 936,  | +0368,09       | Bin El Ouiden, Kerkera, Tamalous                                   |
| Zitouna        | 2                  | +014 990,  | +0102,45       | Kanoua, Zitouna                                                    |